# Cornelius Warmerdam
Cornelius Anthony Warmerdam (Long Beach, 22 juni 1915 - Fresno, 13 november 2001) was een Amerikaanse atleet, die gespecialiseerd was in het polsstokhoogspringen. Hij was in de jaren van de Tweede Wereldoorlog succesvol. Hij verbeterde zevenmaal het wereldrecord polsstokhoogspringen, waarvan er drie door de IAAF erkend zijn.

## Biografie

### Jeugd
Warmerdam groeide op Kings County (Californië). Hij was de zoon van Nederlandse emigranten Adrianus Dignum van Warmerdam en Guurtje van der Klooster en ging naar de basisschool in Hardwick. Door zijn Nederlandse achtergrond kreeg hij van zijn vrienden en later de media de bijnaam Dutch. Hij begon met polsstokhoogspringen op twaalfjarige leeftijd. In zijn eerste wedstrijd voor de Hanford High School werd hij gelijk gedeeld derde. Later ging hij springen voor de Fresno State University, waarbij een persoonlijk record van 14 voet 1¾ inch (4,32 m) van hem is opgenomen. Uiteindelijk ging hij springen voor de Olympic Club in San Francisco en won in de daaropvolgende jaren negenmaal de Amerikaanse kampioenschappen (zevenmaal outdoor en tweemaal indoor).

### Senioren
Tussen 1940 en 1942 scoorde hij zeven wereldrecords. Op 13 april 1940 sprong hij als eerste atleet met een bamboestok over de 15 voet (4,572 m). Hij sprong deze hoogte nog 43 keren, voordat een andere polsstokhoogspringer dit verbeterde.
Door ongunstige omstandigheden kon Warmerdam nimmer aan de Olympische Spelen deelnemen. In 1936 moest hij door een ontstoken kies en een pijnlijke enkel de Amerikaanse selectiestrijd missen. In 1944/1945 diende hij bij de marine en na de oorlog werd hij trainer op de Fresno State University, waardoor hij als professional niet meer mocht deelnemen aan de Olympische Spelen van 1948.
Hij bleef trainer tot zijn pensioen in 1980. Hij trouwde Juanita Anderson op 29 augustus 1940 en ze bleven samen tot zijn dood. In 2001 stierf hij op 86-jarige leeftijd aan de Ziekte van Alzheimer. Juanita bleef in Fresno wonen tot ze stierf op valentijnsdag in 2006. Ze lieten vijf kinderen achter en 20 kleinkinderen.
Warmerdam is opgenomen in verschillende Hall of Fames, waaronder op 21 november 2014 in de IAAF Hall of Fame.

## Titels
- Amerikaans kampioen polsstokhoogspringen - 1943, 1944
- Amerikaans indoorkampioen polsstokhoogspringen - 1939, 1943

## Persoonlijke records
| Onderdeel                      | Prestatie      | Datum         | Plaats  |
| ------------------------------ | -------------- | ------------- | ------- |
| Polsstokhoogspringen (outdoor) | 4,77 m (ex-WR) | 23 mei 1942   | Modesto |
| Polsstokhoogspringen (indoor)  | 4,79 m (ex-WR) | 20 maart 1943 | Chicago |

## Wereldrecords
Outdoor
| Hoogte (meter) | Datum         | Plaats   |
| -------------- | ------------- | -------- |
| 4,57           | 13 april 1940 | Berkeley |
| 4,60           | 29 juni 1940  | Fresno   |
| 4,64           | 12 april 1941 | Stanford |
| 4,68           | 6 juni 1941   | Compton  |
| 4,72           | 6 juni 1941   | Compton  |
| 4,74           | 2 mei 1942    | Berkeley |
| 4,77           | 23 mei 1942   | Modesto  |

Indoor
| Hoogte (meter) | Datum            | Plaats   |
| -------------- | ---------------- | -------- |
| 4,42           | 11 februari 1939 | Boston   |
| 4,485          | 7 februari 1942  | New York |
| 4,58           | 7 februari 1942  | New York |
| 4,62           | 14 februari 1942 | Boston   |
| 4,755          | 14 februari 1942 | Boston   |
| 4,79           | 20 maart 1943    | Chicago  |

## Prestatieontwikkeling
| Jaar       | 1929 | 1930 | 1931 | 1932 | 1934 | 1935 | 1936 | 1937 | 1938 | 1939 | 1940    | 1941    | 1942    | 1943             | 1952 |
| ---------- | ---- | ---- | ---- | ---- | ---- | ---- | ---- | ---- | ---- | ---- | ------- | ------- | ------- | ---------------- | ---- |
| Hoogte (m) | 2,74 | 3,05 | 3,32 | 3,73 | 3,96 | 4,19 | 4,26 | 4,46 | 4,46 | 4,37 | 4,60 WR | 4,72 WR | 4,77 WR | 4,79 WR (indoor) | 4,37 |

## Onderscheidingen
- James E. Sullivan Award: 1942
- Greatest field athlete of all time: 1955
- National Track and Field Hall of Fame: 1974
- Amerikaans polsstokhoogspringer van de eeuw: 2000
- Millrose Games Hall of Fame: 2001
- IAAF Hall of Fame: 2014